# Peter Baco
Peter Baco (* 9. dubna 1945 Opatová nad Váhom) je slovenský politik za HZDS, po sametové revoluci československý poslanec Sněmovny národů Federálního shromáždění, v 90. letech slovenský ministr zemědělství a poslanec Národní rady SR, počátkem 21. století poslanec Evropského parlamentu.

## Biografie
Absolvoval střední zemědělskou školu v Skalici a v letech 1963-1968 vystudoval provozně-ekonomickou fakultu Vysoké školy zemědělské v Nitře. V letech 1968-1973 pak působil jako zootechnik a v období 1973-1985 jako předseda JZD Nemšová. V roce 1984 absolvoval sedmitýdenní studijní pobyt v Kanadě. Již za normalizace se politicky angažoval. V letech 1986-1990 byl ředitelem odboru souhrnného plánování na Ministerstvu zemědělství a výživy Slovenské socialistické republiky. Do funkce předsedy zemědělského družstva Nemšová se ještě vrátil v letech 1990-1992.
Počátkem 90. let vstoupil do nově ustavené formace HZDS. V rámci HZDS se profiloval jako zemědělský odborník a v letech 1991-2002 byl předsedou stranického klubu agrární politiky a politiky venkova. Ve volbách roku 1992 byl za HZDS zvolen do slovenské části Sněmovny národů. Ve Federálním shromáždění setrval do zániku Československa v prosinci 1992. Uvádí se bytem Trenčín. V parlamentu působil ve finančním a rozpočtovém výboru.
V druhé vládě Vladimíra Mečiara se stal v červnu 1992 slovenským ministrem zemědělství (ministr zemědělství a výživy), přičemž v této funkci setrval i po vzniku samostatného Slovenska v lednu 1993. Na postu ministra zůstal do března 1994, kdy vláda padla. V roce 1994 působil jako poradce generálního ředitele finančního ústavu Poľnobanka. Po předčasných volbách koncem roku 1994, které vyhrálo opět HZDS, se ovšem na post ministra zemědělství 13. prosince 1994 vrátil a v třetí vládě Vladimíra Mečiara ho zastával až do 30. října 1998.
V parlamentních volbách na Slovensku roku 1994 byl zvolen poslancem Národní rady Slovenské republiky za HZDS. Kvůli výkonu funkce ministra ale mandát neuplatňoval. Za HZDS byl opětovně zvolen v parlamentních volbách na Slovensku roku 1998 a v slovenském parlamentu setrval do roku 2002. V parlamentních volbách na Slovensku roku 2002 zastával post šéfa volební kampaně. V letech 2002-2004 byl agrárním poradcem.
Ve volbách do Evropského parlamentu na Slovensku roku 2004 byl za HZDS zvolen do Evropského parlamentu. Zde působil jako člen Výboru pro zemědělství a rozvoj venkova.
Byl mu udělen Řád Ľudovíta Štúra. Je ženatý, má tři děti. V roce 2007 získal na Slovenské zemědělské univerzitě v Nitře titul Ph.D. Po odchodu z Evropského parlamentu ještě v letech 2009-2010 zastával funkci hlavního poradce ministra zemědělství SR, pak se uvádí jako důchodce, člen odborných a politických sdružení.